# Leif Hasle
Leif Hasle (* 7. Januar 1933 in Kopenhagen, Dänemark) ist ein dänischer Schriftsteller.

## Leben
Leif Hasle wurde als Sohn des Politikers Henning Hasle geboren, verbrachte die ersten Jahre seiner Kindheit jedoch im jütländischen Aarhus. Gleichzeitig mit dem Unternehmen Weserübung, dem Einfall der deutschen Wehrmacht nach Dänemark am 9. April 1940, übersiedelte die Familie wegen der politischen Tätigkeit des Vaters in großer Eile nach Kopenhagen, wo Hasle die deutsche Besatzung, die Rationierungen und die sich stetig verschärfende politische Lage in Dänemark aus nächster Nähe erlebte. In der dänischen Hauptstadt besuchte er das Østre Borgerdyd Gymnasium, das auch Søren Kierkegaard einst besucht hatte. Nach dem Ende des Zweiten Weltkrieges und dem Ende der deutschen Besetzung Dänemarks machte er 1951 das Abitur und leistete von 1951 bis  1952 seinen Militärdienst in der dänischen Flotte ab. 1954 begann er ein Studium  an der Universität Kopenhagen und absolvierte 1961 die höhere Lehramtsprüfung in den Fächern Religionskunde und Germanistik. Das Studium der Germanistik schloss er 1961–1962 an der Universität Wien ab und arbeitet daraufhin mehrere Jahre als Lehrer an einem Gymnasium in Kopenhagen.
Nach dem Tod des  Modeschöpfers Vagn im Jahre 1981 führte er dessen Geschäfte bis 1991 weiter. Leif Hasle lebt in Kopenhagen.

## Werke
Von einem frühen Debüt mit ein paar Gedichten in der Zeitschrift ” Vild Hvede ” 1954 einmal abgesehen, tritt Hasle erst im Jahre 2000 mit dem Roman Rejsen mod strømmen (Die Reise gegen den Strom) öffentlich wieder literarisch in Erscheinung. In den seitdem erschienenen Romanen Lad os bygge en by (Bauen wir eine Stadt) 2002, „Det telt der er vores hus“ (Das Zelt dort ist unser Haus) 2003, „Den ottende dag“ (Der achte Tag) 2005 und Mandeblod (Mannesblut) von 2007 greift Hasle, ebenso wie in seinem 2007 erschienenen Novellenzyklus Syvstjernens Bånd (Der Sieben Schwestern Band) auf unterschiedliche Weise das Grundthema der deutschen Besatzung auf, betrachtet dessen Vorgeschichte und Nachwirkungen und zeichnet ein Bild Dänemarks in den Jahren 1930 bis 1950. Sein  letztes Werk erschien 2009 unter dem Namen „Gengivelse“ (Wiedergabe); Hasle selber spricht von diesem Werk jedoch nicht als einem  Roman, sondern nur von einem Text, einer poetischen Wiedergabe einer Kindheit. Dieser Text wurde Grundlage für einen von  zwei Filmen, der von dem dänischen Regisseur Claus Bohm gedreht wurde.
Die immer wiederkehrenden biblischen Motive, ebenso wie der Rückgriff auf einen stark ausgeprägten Symbolismus verbinden die stilistisch eher fragmentarisch wirkenden Absätze seiner Werke auf eine poetische Weise. So ergibt nicht nur jeder einzelne Roman einen in sich geschlossenes Konzept, sondern alle fünf Romane schließen sich zu einer Quintologie zusammen, die zwar nicht chronologisch verläuft, deren einzelnen Bestandteile jedoch inhaltlich miteinander verknüpft sind. Hasles wohlgewählte altmodische und poetische Sprache bleibt immer deutlich und klar und steht deshalb der Lesbarkeit nicht im Wege, sondern hilft, nahezu mythische Erzählungen zu konzipieren.
Zurzeit arbeitet Hasle an einem kleinen Roman mit dem Titel „Opstandelse“ (Auferstehung), der um 1980/81 spielt und die AIDS-Epidemie als Thema hat.

## Filme
Im Jahr 2008 drehte der dänische Regisseur Claus Bohm einen Dokumentarfilm über Leif Hasle, welcher unter dem Titel „Tiden er Guds hemmelighed. En film om forfatteren Leif Hasle“ (Die Zeit ist Gottes Geheimnis. Ein Film über den Schriftsteller Leif Hasle) erschien und einen tieferen Einblick sowohl in das Leben als auch das Werk des Schriftstellers zulässt. Bohm bedient sich bei der Titelgebung eines Leitsymbols Hasles, in dem er den Begriff der Zeit aufgreift, die in Hasles Werk immer wieder auftaucht.
Gleichzeitig mit dem Erscheinen von Leif Hasles Text „Gengivelse“ (Wiedergabe) erschien auch ein zweiter Film Claus Bohms über den Schriftsteller unter Mitwirkung des  Schauspielers Thure Lindhardt.

## Dänische Proust-Gesellschaft
Neben seiner Autorenschaft war Hasle im Jahr 2002 Mitbegründer der dänischen Proust-Gesellschaft, in deren Vorstand er immer noch aktiv tätig ist. Hier arbeitete er auch an der von Else Henneberg Pedersen vorgenommenen Neuübersetzung von Marcel Prousts  „På sporet af den tabte tid“ (Auf der Suche nach der verlorenen Zeit) literarisch mit, die in der dänischen Auseinandersetzung mit Proust auf ein großes mediales Echo traf.

## Publikationen (Auswahl)
In dänischer Sprache erschienen
- Digte i „Vild Hvede“, 1954.
- Novellenzyklus: Syvstjernens bånd (Der Sieben Schwestern Band), 2001, Forlag Multivers, ISBN 978-87-7917-042-1

Romane
- Rejsen mod strømmen (Die Reisegegen den Strom), 2000, Multivers Forlag, ISBN 978-87-7917-026-1
- Lad os bygge en by (Bauen wir eine Stadt), 2002, Multivers Forlag, ISBN 978-87-7917-068-1
- Det telt der er vores hus (Das Zelt dort ist unser Haus), 2003, Multivers Forlag, ISBN 978-87-7917-114-5
- Den ottende dag (Der achte Tag), 2005, Multivers Forlag, ISBN 978-87-7917-155-8
- Mandeblod (Mannesblut), 2007, Multivers Forlag, ISBN 978-87-7917-235-7
- Gengivelse (Wiedergabe), 2009, Multivers Forlag ISBN 978-87-7917-286-9

## Filmographie
- Tiden er Guds hemmelighed. En film om forfatteren Leif Hasle (Die Zeit ist Gottes Geheimnis. Ein Film über den Schriftsteller Leif Hasle), 2008, Regie: Claus Bohm, DVD erschienen beim Multivers Verlag, ISBN 978-87-7917-277-7
- Gengivelse. En film af Claus Bohm. Stemmen: ThureLindhardt (Wiedergabe. Ein Film von Claus Bohm, gesprochen von Thure Lindhardt), 2009, Regie: Claus Bohm, DVD erschienen beim Multivers Verlag. ISBN 978-87-7917-286-9